# Szociáldemokrata Párt (Románia, 1991–)
A Szociáldemokrata Párt (románul Partidul Social Democrat, PSD) Románia egyik legnagyobb pártja. Ügyvezető elnöke 2025-től Sorin Grindeanu. 

## Története

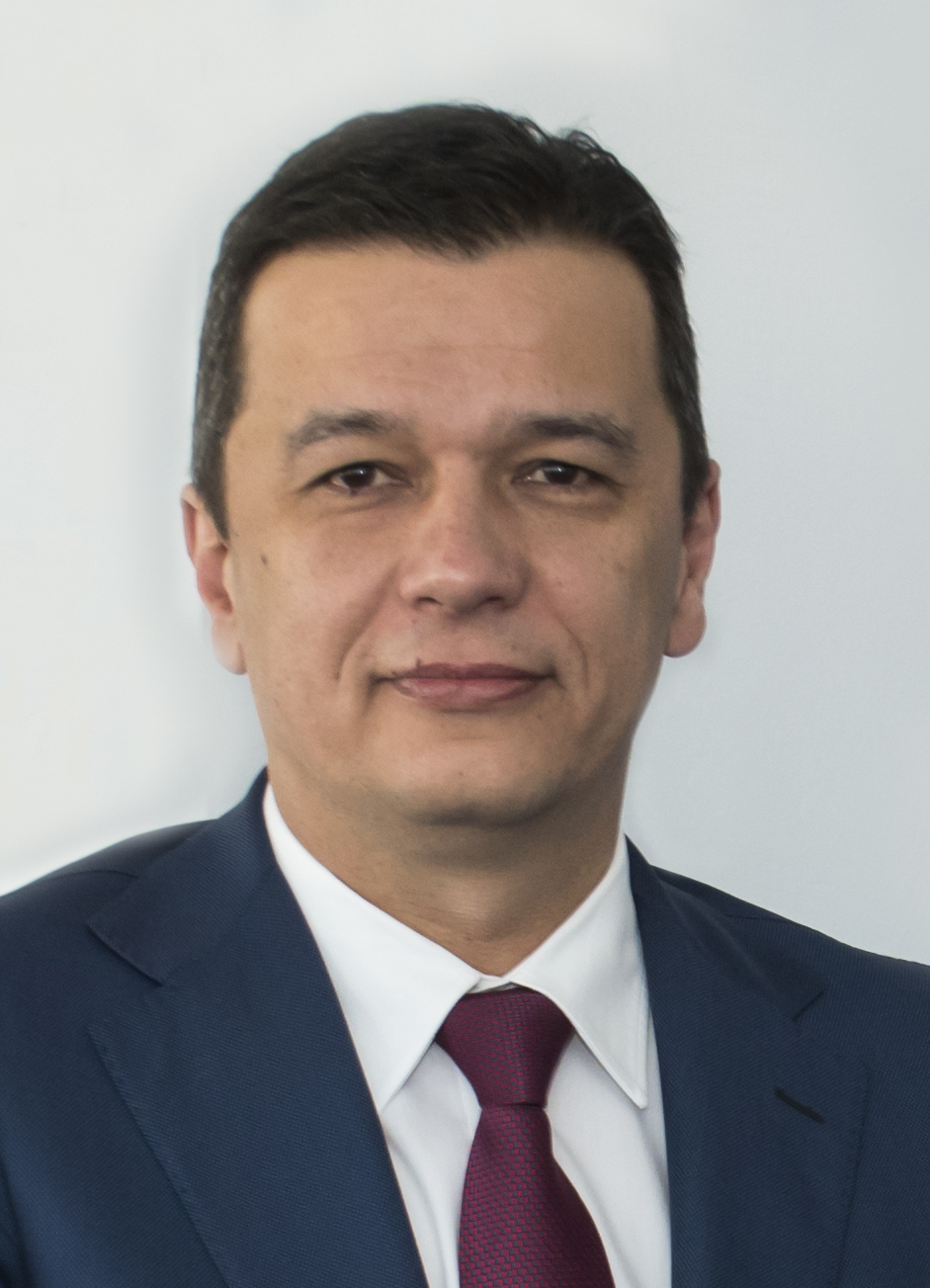
Sorin Grindeanu ügyvezető pártelnök

1992. április 7-én a Ion Iliescu vezette keményvonalas csoport kivált a Nemzeti Megmentési Frontból (Frontul Salvării Naționale, FSN), szakítva a Petre Roman vezette másik szárnnyal, és megalapította a Demokratikus Nemzeti Megmentési Frontot (Frontul Democrat al Salvării Naționale, FDSN), amelyből később a mai PSD született.
Az FDSN megnyerte az 1992-es romániai választásokat és 1996-ig kormányzott. 1993. július 10-én felvette a Szociáldemokrácia Romániai Pártja (Partidul Democrației Sociale din România, PDSR)
nevet, amikor egyesült három másik párttal: a Románia Szocialista Demokrácia Pártjával (PDSR), a Republikánus Párttal és a Szövetkezők Pártjával.
1994 és 1996 között a PDSR három szélsőséges párttal kormányzott együtt: a szélsőjobboldali Román Nemzeti Egység Párttal (PUNR) és Nagy-Románia Párttal (PRM) és az ultranacionalista, de hivatalosan baloldali Munka Szocialista Pártjával. A Nicolae Văcăroiu vezette, 1994 márciusa és 1996 szeptembere közt kormányzó kabinetben a PUNR, a PRM csak ennél alacsonyabb posztokat kapott az állami adminisztrációban. Az 1996-os választásokat a PDSR elvesztette a Román Demokratikus Konvencióval (CDR) szemben.
2000 novemberében a PDSR visszatért a hatalomba a Románia Szociáldemokrata Pólusa nevű koalíció részeként, amelyben részt vett még a (ma már nem létező) Román Szociáldemokrata Párt (PSDR) és a Román Humanista Párt (PUR) is, amely később átnevezte magát Konzervatív Pártnak (PC). 2001. január 16-án a PSDR egyesült a PDSR-rel és az egyesült párt felvette a mai is használt PSD nevet.
2004 novemberében a PSD jelöltje, Adrian Năstase megnyerte a román elnökválasztás első fordulóját, a második fordulóban azonban alulmaradt Traian Băsescu jelenlegi elnökkel szemben. A 2004-es választásokon a PSD lett a legnagyobb párt, a többi jelentős párt azonban összefogott ellene és szövetségük a parlamenti többség birtokában kormányt alakított, míg a PSD ellenzékben maradt.
2005 áprilisában meglepetésre a viszonylag fiatal, újítónak tekintett Geoanăt választották elnöknek a régi szárnyat képviselő Ion Iliescuval szemben. A média szerint ez azért történhetett, mert a párt Iliescu-ellenes vezetői az utolsó pillanatban összefogtak és közrejátszhatott az is, hogy maga Iliescu a pártkongresszuson a kommunista hagyományokra utaló hangnemet ütött meg.
A 2008-as országgyűlési választásokon a PSD a második legtöbb szavazatot begyűjtő párt volt, és több mint egy hónapi tanácskozás után kormánykoalíciót kötött a legnagyobb ellenfélnek számító Demokrata-Liberális Párttal, együttesen 70%-os többséget kitéve. 2009 folyamán sorozatosan megfigyelhető volt a feszültség a két koalíciós fél között. A 2009 végén lezajlott elnökválasztás mindkét fordulójából az akkori pártelnök és elnökjelölt, Mircea Geoană sokak meglepetésére vesztesen került ki, ugyanis a közvélemény kutatások eredményei mellett a köztévében rendezett vitában is jobban szerepelt mint ellenfele, Traian Băsescu. Ezután a győztes elnök Emil Bocot kérte fel miniszterelnöknek, aki az RMDSZ-szel koalícióra lépett, így a PSD ellenzékbe került.
A 2010-ben megtartott PSD kongresszuson nagy meglepetést okozott, amikor az addig eléggé ismeretlen, igen fiatal Victor Ponta nyerte meg a PSD elnöki címét. 2012 tavaszán a PSD szövetségre (Szociálliberális Unió, USL) lépett a jobboldali Nemzeti Liberális Párttal (PNL). A két pártnak együtt többsége volt a parlamentben, így Victor Pontát miniszterelnöknek választották, aki ezáltal megalakította első kormányát. A 2012 decemberi választást az USL nagy fölénnyel megnyerte, ezek után rövidesen megalakult a második Ponta-kormány. Az USL-t azonban alig több mint egy évvel később tönkretették a belső konfliktusok, ezáltal a PNL kilépett a koalícióból, és az ellenzéki PD-L segítségével közösen megbuktatta a kormányt. Traian Băsescu kormányfő ezután az alkotmány értelmében ismét Pontát volt köteles felkérni miniszterelnöknek, aki ezután az RMDSZ-szel lépett koalícióra. A 2014 őszi elnökválasztáson a PSD Pontát indította, aki ugyan megnyerte az első fordulót, de a második fordulóban alulmaradt a PNL és a PD-L jelöltjével, Klaus Iohannis Nagyszebeni polgármesterrel szemben. Miután a magyar kisebbség jól kimutathatóan inkább Iohannisra voksolt, az RMDSZ kilépett a kormányból. Ponta a negyedik kormányát a PLR nevű párttal alakította meg, amit Călin Popescu Tariceanu volt PNL-s miniszterelnök alapított, miután a PNL egyesült a PDL-vel.
2015 őszén, azt követően, hogy a Nemzeti Korrupcióellenes Ügyészség (DNA) többrendbeli okirat-hamisítás, pénzmosás és adócsalásban való bűnrészesség vádjával hivatalosan is vádat emelt ellene.A Ponta és a kormány körüli botrányok erősen megtépázták a népszerűségét. Miután októberben egy diszkótűz miatt hatalmas korrupcióellenes tüntetések törtek ki, Ponta kénytelen volt pozíciójáról lemondani, és a párt október 11-ei belső választásán az addigi ügyvezető elnököt, Liviu Dragneát választották meg utódjává. A 2016-os választásig Dacian Cioloş vezetésével technokrata kormány vezette az országot. A PSD a 2016-os választásokat megnyerte, azonban a pártelnök, Liviu Dragnea nem lehetett miniszterelnök, büntetett előélete miatt. Ezért a párt sorra Dragnea bizalmi embereit javasolta miniszterelnöknek. 
2018-ban a PSD egy része Victor Ponta vezetésével új pártot (Pro Románia) alapított.   
Dragnea, csakúgy mint elődje, botrányos körülmények között volt kénytelen székéből felállni 2019 májusában. Miután a román legfelsőbb bíróság – helyeben hagyva a 2016-ban első fokon meghozott ítéletet – visszaélésre történő felbujtásért három és fél év letöltendő szabadságvesztésre ítélte a pártelnököt, a PSD elnökségét ügyvivő jelleggel Viorica Dăncilă, a párt ügyvezető elnöke (aki egyben kormányfő is) vette át.
A 2019-es elnökválasztáson Dăncilă veszített, majd miután a parlament bizalmatlansági indítvánnyal megbuktatta, lemondott pártelnöki székéről, és a PSD ellenzékbe került.
A párt vezetését szintén ügyvivő jelleggel a Képviselőház elnöke, Marcel Ciolacu vette át, akit 2020 augusztusában megválasztottak a párt elnökének. 
A PSD a 2020-as önkormányzati választásra szövetséget kötött a Pro Romániával, de így is nagy veszteségeket könyvelhetett el. Több megye irányítását is elveszítette.
A PSD 2020-ban megnyerte a parlamenti választásokat, de ellenzékbe került. Később, a Cîțu-kormány 2021-es összeomlása után koalícióra lépett a korábban fő ellenfélnek számító Nemzeti Liberális Párttal és az RMDSZ-szel. Az RMDSZ később kilépett a koalícióból. A két nagy párt a miniszterelnöki poszt rotációs rendszeréről állapodott meg, így 2023-ig a nemzeti liberális Nicolae Ciucă volt a kormányfő, majd 2023-től a PSD-elnök Marcel Ciolacu lett a miniszterelnök. A PSD és a PNL 2024 júniusában együtt indult az európai parlamenti választáson, de a két párt szövetsége még az év őszén felbomlott, miután konfliktus alakult kiköztük Diana Șoșoacă szélsőjobboldali képviselő elnökválasztásról való kizárása kapcsán 

## Az FSN, FDSN, PDSR és PSD vezetői
Elnökök
- Ion Iliescu 1990–1992
- Oliviu Gherman 1992–1996
- Ion Iliescu 1997–2000
- Adrian Năstase 2000–2005 (ügyvivő elnök 2001-ig)
- Mircea Geoană 2005–2010
- Victor Ponta 2010–2015
- Liviu Dragnea 2015–2019
- Viorica Dăncilă ideiglenesen* 2019[5]
- Marcel Ciolacu 2019–2025[6]

Ügyvezető elnökök
- Adrian Năstase 1990–1997
- Octav Cozmâncă 1997–2005
- Adrian Năstase 2005–2006
- Dan Mircea Popescu, ideiglenesen** 2006
- Marian Vanghelie 2006-2013
- Liviu Dragnea 2013–2015[7]
- Rovana Plumb 2015
- Valeriu Zgonea 2015–2016
- Niculae Bădălău 2016–2018
- Viorica Dăncilă 2018–2019
- Paul Stănescu 2019[8]
- Sorin Grindeanu 2025-től[9]

____
* Miután Liviu Dragneát korrupció miatt jogerősen három év hat hónap letöltendő börtönbüntetésre ítélte a legfelsőbb bíróság.
** Adrian Năstase ideiglenesen „felfüggesztette” magát posztjáról 2006. január 16-án, miután vagyonnyilatkozata botrányt okozott és korrupciós vádakat gerjesztett, amelyeknek kivizsgálása megindult.

## Ideológia
A PSD ideológiája távol áll a modern szociáldemokráciától. Társadalmi kérdésekben konzervatív, retorikája nacionalista. A valláspolitika téren a PSD meglehetősen klerikális, és szoros kapcsolatok fűzik a román ortodox egyházhoz. A PSD kormányzása idején az egyház számos alkalommal részesült vissza nem térítendő állami támogatásokban. Liviu Dragnea egy interjúban úgy nyilatkozott, a gyerekeket vallásosságra kell nevelni, és a vallási oktatást kell előnyben részesíteni.  
A PSD ellenzi az azonos neműek házasságát.   
A PSD ugyan több szociális intézkedést hozott kormányzása alatt, ugyanakkor közgazdászok szerint elősegítette a neoliberális gazdasági modell megvalósulását, és kapcsolatban áll üzleti csoportokkal.

## Szavazói
A párt szavazóinak a 62-65%-a a 60 éven felüli korosztályból ered. Iskolázottság szempontjából, az alacsony iskolázottságú, általános iskolás végzettséggel rendelkezők szavaznak rájuk. 
Földrajzi szempontból a Kárpátokon túl, Olténiában, és Moldvában erős. Főleg a kistelepüléseken, de nagyobb városokban is szavaznak rá, itt is elsősorban a szegényebb rétegek. 

## Vitatott pontok
A PSD-t gyakran kritizálták azzal, hogy előszeretettel fogadja be a korábbi Román Kommunista Párt volt hivatalnokait és hogy megpróbálja ellenőrzése alatt tartani a román tömegmédiát.
Több vezetőjét vádolták meg korrupcióval, az igazságszolgáltatás ügyeibe való beavatkozással és azzal, hogy politikai befolyásukat személyes gazdagodásuk szolgálatába állították.
A 2004-es elnökválasztás előtt egy internetes honlap közölte a PSD egyes üléseinek titkos jegyzőkönyveit. Ezekben Năstase és miniszterei többek közt a kormánytagok korrupciós tárgyalásaiba való politikai beavatkozásról és az engedetlen média alávetéséról beszéltek. Năstase azt állította, hogy a jegyzőkönyvek hamisítványok, de több párttag, köztük a volt elnök és korábbi külügyminiszter Mircea Geoană azt nyilatkozta, hogy valódiak.